# 22717 Romeuf
22717 Romeuf è un asteroide della fascia principale. Scoperto nel 1998, presenta un'orbita caratterizzata da un semiasse maggiore pari a 3,2027039 UA e da un'eccentricità di 0,0871788, inclinata di 5,33962° rispetto all'eclittica.
L'asteroide era stato battezzato 22717 Danycardoen, ma la denominazione è stata successivamente abrogata. Infine è stato denominato con il nome attuale.
L'asteroide è dedicato all'astronomo francese David Romeuf.